# Fraser, Iowa
Fraser är en ort i Boone County i Iowa. Vid 2010 års folkräkning hade Fraser 102 invånare.